# Teoria de Ghirardi-Rimini-Weber
A teoria de Ghirardi-Rimini-Weber (GRW; também conhecida como teoria do colapso espontâneo) é uma teoria do colapso na mecânica quântica. GRW difere de outras teorias de colapso propondo que o colapso da função de onda aconteça espontaneamente. O GRW é uma tentativa de evitar o problema de medição na mecânica quântica. Foi relatado pela primeira vez em 1985.